# Oeuvre van Alan Moore

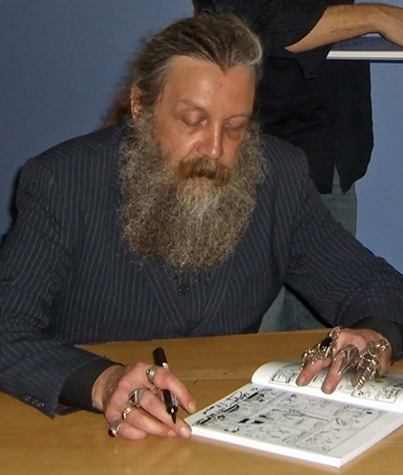
Alan Moore

Dit is een bibliografie van de werken van de Britse auteur en stripschrijver Alan Moore.

## Strips

### 2000 AD en ander vroeg Brits werk
- ABC Warriors: 'Red Planet Blues' in 2000 AD Annual 1985 (1984). Artwork van Steve Dillon.
- Anon E Mouse in Anon (The Alternative Newspaper of Northampton), ca. 1977. Als Curt Vile.
- The Ballad of Halo Jones. Artwork van Ian Gibson:
  - 'Ballad of Halo Jones: Book 1' in 2000 AD 376-385 (1984).
  - 'Ballad of Halo Jones: Book 2 Prologue' in 2000 AD 405 (1985).
  - 'Ballad of Halo Jones: Book 2' in 2000 AD 406-415 (1985).
  - 'Ballad of Halo Jones: Book 3 Prologue' in 2000 AD 451 (1986).
  - 'Ballad of Halo Jones: Book 3' in 2000 AD 452-466 (1986).
  - eenmalige parodie in 2000 AD 500, 'jam issue',[1] 1986 (niet verzameld in de paperback, herdrukt in The Extraordinary Works of Alan Moore).
- The Bojeffries Saga in Warrior 12, 13, 19 en 20 (1983-84); Dalgoda 8, Fantagraphics Books, 1986; A1 1-4; A1 True Life Bikini Confidential, Atomeka Press, 1989-90. Artwork van Steve Parkhouse. Gebundeld als The Complete Bojeffries Saga bij Tundra, 1992. Paperback, 80 p. ISBN 1879450658. Top Shelf heeft een vermeerderde editie aangekondigd (met 1 nieuw verhaal), The Bojeffries Saga, ISBN 978-1-60309-063-6.[2]
- 'Captain Airstrip One' in Mad Dog 10 (1985).[3] Artwork van Chris Brasted, geïnkt en geletterd door SMS.
- Captain Britain (ook aangeduid als 'Jaspers' Warp' of 'Crooked World') in Marvel Super-heroes Magazine 387-388 (1979), herdrukt in The Daredevils 1-11 (1983), The Mighty World of Marvel 7-13 (1982-84) en als X-Men Archives: Captain Britain 1-7 (1995). Artwork van Alan Davis. Gebundeld als Captain Britain. Marvel Comics/Marvel UK, 2002. Paperback, 208 p. ISBN 0-7851-0855-6. In deze omnibus mist Alan Thorpes begin van deze cyclus. In 2009 zette Marvel dat recht met een definitieve omnibus van de hele reeks, inclusief materiaal van Thorpe, Chris Claremont en Jamie Delano: Captain Britain Omnibus. Hardcover, 688 p. ISBN 978-0785137603. Bevat: Marvel Super-Heroes 377-388, The Daredevils 1-11, Captain America 305-306, Mighty World of Marvel 7-16, X-Men Archives: Captain Britain 1-14, New Mutants Annual 2 en Uncanny X-Men Annual 11.
- Classic Star Wars: Devilworlds 1 en 2. Minnesota: Dark Horse Comics, 1996. Herdruk van verhalen uit Star Wars: The Empire Strikes Back Monthly 151, 153-157 en 159 (Marvel UK, 1981).[4] Artwork van 1: John Stokes (153, 157, 159) en Alan Davis (155) en 2: Alan Davis (156), John Stokes (154), Adolfo Buylla (151). Omslagen van Christopher Moeller.
- The Collector:
  - 'Trash!' in Eagle 3 (1982). Artwork van Sven Arnstein en Pat Wright.
  - 'Profits of Doom' in Eagle 12 (1982). Artwork van Gabor Scott en Rex Archer.
- Dark Star 19-25 (1979-80):
  - 'The Avenging Hunchback' in Dark Star 19 (maart 1979), herdrukt in The Extraordinary Works of Alan Moore.
  - 'Kultural Krime Komix' in Dark Star 20 (mei 1979), herdrukt in The Extraordinary Works of Alan Moore.
  - 'Talcum Powder' in Dark Star 21 (juli 1979).
  - 'Three Eyes McGurck And His Death Planet Commandos' in Dark Star 22-25 (december 1979-december 1980), herdrukt in Rip Off Comix 8. Geschreven door Steve Moore als Pedro Henry.
- D.R. and Quinch. Artwork van Alan Davis. Gebundeld als The Complete D.R. and Quinch (z/w). Rebellion, 2006. Gelijknamige paperback, 112 p. ISBN 1-904265-48-0:
  - 'D.R. and Quinch Have Fun on Earth' in 2000 AD 317 (1983).
  - 'D.R. and Quinch Go Straight' in 2000 AD 350-351 (1984).
  - 'D.R. and Quinch Go Girl Crazy' in 2000 AD 352-354 (1984).
  - 'D.R. and Quinch Get Drafted' in 2000 AD 355-359 (1984).
  - 'D.R. and Quinch Go to Hollywood' in 2000 AD 363-367 (1984).
  - 'D.R. and Quinch Get Back to Nature' in 2000 AD Sci-Fi Special 1985.
    - De gelijknamige herdruk van 2010 (128 p.) is mogelijk in kleur. ISBN 978-1906735883.
- Doctor Who:
  - 'Black Legacy' in Doctor Who 14 (Marvel US) en Doctor Who Magazine 35-38 (1980). Artwork van David Lloyd.
  - 'Business als Usual' in Doctor Who 15 (Marvel US) en Doctor Who Magazine 40-43 (1980). Artwork van David Lloyd.
  - Time War:
    - 'Star Death' in Doctor Who Magazine 47 en The Daredevils 5 (1980). Artwork van John Stokes.
    - 'The 4-D War' in Doctor Who Magazine 51 en The Daredevils 6 (1980). Artwork van David Lloyd.
    - 'Black Sun Rising' in Doctor Who Magazine 57 en The Daredevils 7 (1980). Artwork van David Lloyd.
- 'Fat Jap Defamation Funnies' in The Backstreet Bugle 10 (januari 1979). Als Curt Vile.
- The Complete Alan Moore Future Shocks. Rebellion, 2006. Paperback, 208 p. ISBN 1-904265-88-X. Bundel met bijna alle korte 2000 AD verhalen, deels eerder gebundeld in Alan Moore's Shocking Futures (1986, 72 p.), ISBN 0-907610-71-4, en Alan Moore's Twisted Times (1987, 64 p.), ISBN 0-907610-72-2, beide Titan Books. Bevat:
  - Abelard Snazz:
    - 'The Final Solution' in 2000 AD 189-190 (1980) en in Twisted Times. Artwork van Steve Dillon.
    - 'The Return of the Two-Storey Brain' in 2000 AD 209 (1981). Artwork van Mike White.
    - 'The Double-Decker Dome Strikes Back' in 2000 AD 237-238 (1981) en in Twisted Times. Artwork van Mike White.
    - 'Halfway to Paradise' in 2000 AD 245 (1982) en in Twisted Times. Artwork van John Cooper.
    - 'The Multi-Storey Mind Mellows Out!' in 2000 AD 254 (1982) en in Twisted Times. Artwork van Paul Neary.
    - 'Genius is Pain' in 2000 AD 299 (1983) en in Twisted Times. Artwork van Mike White.

  - Future Shocks:
    - 'Grawks Bearing Gifts' in 2000 AD 203 (1981) en in Shocking Futures. Artwork van Ian Gibson.
    - 'The English/Phlondrutian Phrase Book' in 2000 AD 214 (1981) en in Shocking Futures. Artwork van Brendan McCarthy.
    - 'The Last Rumble of the Platinum Horde' in 2000 AD 217 (1981) en in Shocking Futures. Artwork van John Higgins.
    - 'They Sweep the Spaceways' in 2000 AD 219 (1981) en in Shocking Futures. Artwork van Garry Leach.
    - 'The Regrettable Ruse of Rocket Redglare' in 2000 AD 234 (1981) en in Shocking Futures. Artwork van Mike White.
    - 'A Cautionary Fable' in 2000 AD 240 (1981) en in Shocking Futures. Artwork van Paul Neary.
    - 'Mister, Could You Use a Squonge?' in 2000 AD 242 (1981). Artwork van Ron Tiner.
    - 'A Second Chance' in 2000 AD 245 (1982). Artwork van Jose Casanovas.
    - 'Twist Ending' in 2000 AD 246 (1982). Artwork van Paul Neary.
    - 'Salad Days' in 2000 AD 247 (1982). Artwork van John Higgins.
    - 'The Beastly Beliefs of Benjamin Blint' in 2000 AD 249 (1982). Artwork van Eric Bradbury.
    - 'All of Them Were Empty' in 2000 AD 251 (1982). Artwork van Paul Neary.
    - 'An American Werewolf in Space' in 2000 AD 252 (1982) en in Shocking Futures. Artwork van Paul Neary.
    - 'The Bounty Hunters!' in 2000 AD 253 (1982). Artwork van John Higgins.
    - 'The Wages of Sin' in 2000 AD 253 (1982) en in Shocking Futures. Artwork van Bryan Talbot.
    - 'Return of the Thing' in 2000 AD 265 (1982). Artwork van Dave Gibbons.
    - 'Skirmish' in 2000 AD 267 (1982). Artwork van Dave Gibbons.
    - 'The Writing on the Wall' in 2000 AD 268 (1982). Artwork van Jesus Redondo.
    - 'The Wild Frontier' in 2000 AD 269 (1982) en in Shocking Futures. Artwork van Dave Gibbons.
    - 'The Big Day' in 2000 AD 270 (1982). Artwork van Jesus Redondo.
    - 'One Christmas During Eternity' in 2000 AD 271 (1982) en in Shocking Futures. Artwork van Jesus Redondo..
    - 'No Picnic' in 2000 AD 272 (1982). Artwork van John Higgins.
    - 'The Disturbed Digestions of Dr. Dibworthy' in 2000 AD 273 (1982) en in Twisted Times. Artwork van Dave Gibbons.
    - 'Sunburn' in 2000 AD 282 (1982) en in Shocking Futures. Artwork van Jesus Redondo.
    - 'Bad Timing' in 2000 AD 291 (1982) en in Shocking Futures. Artwork van Mike White.
    - 'Eureka' in 2000 AD 325 (1983) en in Shocking Futures. Artwork van Mike White.
    - 'Dad' in 2000 AD 329 (1983). Artwork van Alan Langford.
    - 'Buzz Off' in 2000 AD 331 (1983). Artwork van Jim Eldridge.
    - 'Look Before You Leap' in 2000 AD 332 (1983). Artwork van Mike White.

  - Time Twisters:
    - 'Hot Item' in 2000 AD 278 (1982). Geschreven als Tharg, artwork van John Higgins.
    - 'The Reversible Man' in 2000 AD 308 (1983) en in Twisted Times. Artwork van Mike White.
    - 'Einstein' in 2000 AD 309 (1983). Artwork van John Higgins.
    - 'Chrono-Cops' in 2000 AD 310 (1983) en in Twisted Times. Artwork van Dave Gibbons.
    - 'The Big Clock!' in 2000 AD 315 (1983) en in Twisted Times. Artwork van Eric Bradbury.
    - 'Dr. Dibworthy's Disappointing Day' in 2000 AD 316 (1983). Artwork van Alan Langford.
    - 'Going Native' in 2000 AD 318 (1983). Artwork van Mike White.
    - 'Ring Road' in 2000 AD 320 (1983) en in Twisted Times. Artwork van Jesus Redondo.
    - 'The Hyper-Historic Headbang' in 2000 AD 322 (1983) en in Shocking Futures. Artwork van Alan Davis.
    - 'The Lethal Laziness of Lobelia Loam' in 2000 AD 323 (1983) en in Shocking Futures. Artwork van Arturo Boluda.
    - 'The Time Machine' in 2000 AD 324 (1983) en in Twisted Times. Artwork van Jesus Redondo.
    - 'The Startling Success of Sideways Scuttleton' in 2000 AD 327 (1983). Artwork van John Higgins.
- 'Grit!' in The Daredevils 8 (augustus 1983). Artwork van Mike Collins. Parodie op Frank Millers Daredevil.
- Marvelman in Warrior 1-18, 20 en 21 (1982-84), Miracleman 1-7 en 9-16, Forestville: Eclipse Comics, 1985-89. Aflevering 8 is een 'filler' met herdrukken van oude verhalen van Mick Anglo. Door Eclipse gebundeld in 3 dln:
  - Miracleman Book One: A Dream of Flying (1990). Paperback, 80 p. ISBN 0913035610. Bevat Miracleman 1-3, die herdrukken waren van Warrior Marvelman 1-3 en 5-11. Artwork van Garry Leach en Alan Davis.
  -  Miracleman Book Two: Red King Syndrome (1990). Paperback, 126 p. ISBN 1560600365. Bevat Miracleman 4-7 en 9-10, die herdrukken waren van Warrior 12-18, 20 en 21. Artwork van Alan Davis, Chuck Beckum en Rick Veitch.
  -  Miracleman Book Three: Olympus (1991). Paperback, 129 p. ISBN 1560600802. Bevat Miracleman 11-16. Artwork van John Totleben, Rick Veitch.
    - Warrior 4 bevat het ongebundelde verhaal 'The Yesterday Gambit', enigszins bewerkt opgenomen in Marvelman 15.
    - Marvelman Special. Londen : Quality Communications, 1984. Bevat nieuw verbindend materiaal van Moore, tussen diverse Mick Anglo herdrukken.
    - Miracleman 3-D Special. Forestville: Eclipse, 1985.
- Maxwell the Magic Cat in Northants Post (1979-86). Gebundeld in 4 paperbacks, Acme Press, 1986-87. ISBN 1-870084-00-4, ISBN 1-870084-05-5, ISBN 1-870084-10-1 en ISBN 1-870084-20-9.
- 'Moonstone: Tomorrow’s Truths' in Fantasy Advertiser 77 (februari 1983). Artwork van Mike Collins/Mark Farmer.
- Monster in Scream! 1 (1984). Artwork van Heinzl.[5]
- 'Nutters Ruin' in Speakeasy 43, herdrukt in The Extraordinary Works of Alan Moore.
- 'Not! The World Cup Special 1982' in Not the World Cup: The Official Souvenir Brochure, Marvel UK, 1982. Als Curt Vile. Artwork van Barrie Mitchell.
- 'Once There Were Demons' in Embryo 5 (1971). Scenario en artwork van Moore.
- One-Off:
  - 'A Holiday in Hell' in 2000 AD Sci-Fi Special 1980 (1980). Artwork van Dave Harwood.
  - 'Killer in the Cab' in 2000 AD 170 (1980). Artwork van John Richardson.
  - 'The Dating Game' in 2000 AD 176 (1980). Artwork van Steve Dillon.
  - 'Southern Comfort' in 2000 AD Sci-Fi Special 1981 (1981). Artwork van Walter Howarth, credits als 'RE-Wright' vanwege Moores ontevredenheid met het slotverhaal)[6]
- Ro-Busters. Gebundeld in The Complete Ro-Busters. Rebellion, 2008. Paperback, 336 p. ISBN 190543782X:
  - 'Bax the Burner' in 2000 AD Annual 1982 (1981), herdrukt in Sam Slade Robo-Hunter 6. Artwork van Steve Dillon.
  - 'Old Red Eyes is Back' in 2000 AD Annual 1983 (1982), herdrukt in Sam Slade Robo-Hunter 7. Artwork van Bryan Talbot.
  - 'Stormeagles are Go!' in 2000 AD Annual 1984 (1983). Artwork van Joe Eckers.
- Rogue Trooper, beide herdrukt in 2000 AD Extreme Edition 15:
  - 'Pray for War' in 2000 AD Annual 1983 (1982). Artwork van Brett Ewins.
  - 'First of the Few' in 2000 AD Annual 1984 (1983). Artwork van Jesus Redondo.
- Roscoe Moscoe in Sounds (1975-81). Omvat:
  - 'Who Killed Rock 'n' Roll'.
  - 'The Stars My Degradation'.
  - 'Christmas On Depravity'.
  - 'The Bride of Pressbutton'.
  - 'Ten Little Liggers'.
  - 'The Rock and Roll Zoo'.
- 'Scant Applause' in Frantic Winter Special (1979).
- St Pancras Panda in The Backstreet Bugle, 16-20 (juli-december 1979).
- Skizz: 'First Contact' in 2000 AD 308-330 (1983). Artwork van Jim Baikie.
- Tharg the Mighty: 'The Shedding' in 2000 AD 283-285, herdrukt in Sam Slade Robo-Hunter 31. Geschreven als Tharg the Mighty, artwork van Eric Bradbury.
- V for Vendetta. Artwork van David Lloyd. Eerste 2 dln z/w in Warrior 1-26, Quality Communications, 1982-85. Bij DC Comics (10 dln) in kleur (1988-89). In 1995 gebundeld bij Vertigo. Paperback, 288 p. ISBN 0930289528. Vermeerderde herdruk, 296 p. ISBN 978-1401208417. Absolute V for Vendetta. Vertigo, 2009. Groot formaat hardback in slipcase, 396 p. ISBN 978-1401223618.
- Warpsmith. Artwork van Garry Leach. Omvat:
  - 'Ghostdance' in A1, 1989. ISBN 1-871878-05-5.
  - 'Cold War, Cold Warrior' in Warrior 9-10 (januari-mei 1983), herdrukt in Axel Pressbutton 2, Eclipse, 1984.

### DC Comics
- DC Universe: The Stories of Alan Moore. DC, 2006. Paperback, 304 p. ISBN 1-4012-0927-0. Londen: Titan, ISBN 1-84576-257-6.
  - Er zijn drie verschillende varianten van deze paperback. De eerste (2003) en dunste – Across the Universe: The DC Universe Stories of Alan Moore (208 p.), ISBN 978-1401200879 (DC), ISBN 1840237317 (Titan) – bevat:
    - Batman Annual 11: 'Mortal Clay' (1987). Artwork van George Freeman.
    - DC Comics Presents 85: 'The Jungle Line', met Superman en Swamp Thing (1985). Artwork van Rick Veitch, inkt van Al Williamson.
    - Detective Comics 549-550: 'Night Olympics', featuring Green Arrow en Black Canary, 1985. Artwork van Klaus Janson.
    - Green Lantern Corps:
      - 'Mogo Doesn't Socialize' uit Green Lantern (vol. 2) 188, 1985. Artwork van Dave Gibbons.
      - 'Tygers' in Tales of the Green Lantern Corps Annual 2 (1986). Artwork van Kevin O'Neill.
      - 'In Blackest Night' in Tales of the Green Lantern Corps Annual 3 (1987). Artwork van Bill Willingham, geïnkt door Terry Austin.

    - Omega Men:
      - 'Brief Lives' in aflevering 26 (1985). Artwork van Kevin O'Neill.
      - 'A Man's World' in aflevering 27 (1985). Artwork van Paris Cullins, geïnkt door Rick Magyar.

    - Secret Origins 10: 'Footsteps', 1987. Artwork van Joe Orlando. Bevat The Phantom Stranger.
    - Superman Annual 11: 'For the Man Who Has Everything' 1985. Artwork van Dave Gibbons.
    - Vigilante 17-18: 'Father's Day', 1985. Artwork van Jim Baikie.

  - de editie uit 2006 bevat daarnaast:
    - Batman: The Killing Joke. Artwork van Brian Bolland, 1988.
    - Superman: Whatever Happened to the Man of Tomorrow?. Artwork van Curt Swan. Combinatie van Superman 423 en Action Comics 583 (1986).

  - in 2008 verscheen The Killing Joke als 20th Anniversary hardcover. In de volgende herdruk van DC Universe werd dit verhaal weggelaten.
  - in 2009 verscheen Superman: Whatever Happened to the Man of Tomorrow? Deluxe Edition in hardback (126 p.), ISBN 978-1401223472 (DC), ISBN 1848562918 (Titan). In 2010 volgde de paperback (126 p.), ISBN 978-1401227319 (DC), ISBN 978-1848563971 (Titan). Beide bevatten ook 'For the Man Who Has Everything' en 'The Jungle Line'.
  - Titan heeft voor 2012 een hardback-editie (502 p.) aangekondigd met ISBN 978-1781160282.
- Swamp Thing 20-58, 60-61, 63-64, Annual 2 (1983-87). Gebundeld in 6 paperbacks:
  - Saga of the Swamp Thing (176 p.). ISBN 0930289226. Bevat 21-27 (1982). Artwork van Stephen R. Bissette en Jon Totleben. De Vertigo-hardcover uit 2009 (208 p.) bevat aflevering 20-27 (2009). ISBN 978-1401220822. Paperback (2012, idem). ISBN 978-1401220839.
  - Swamp Thing: Love and Death (208 p.). ISBN 0930289544. Bevat 28-34 en Annual 2 (1990). Artwork van McManus (28, 32), Stephen Bissette en Jon Totleben (29, 30), Rick Veitch (31), Ron Randall (32). Hardcover (2009, 224 p.). ISBN 978-1401225322. Paperback (2012, idem). ISBN 978-1401225445.
  - Swamp Thing: The Curse (192 p.). ISBN 0930289226. Bevat 35-42 (2000). Artwork van Stephen Bissette, Jon Totleben, Alfredo Alaca (41), geïnkt door Ron Randall (42). Hardcover (2010, 208 p.). ISBN 140122766X.
  - Swamp Thing: A Murder of Crows (192 p.). ISBN 1563897199. Bevat 43-50 (2001). Artwork van Stephen Bissette, Jon Totleben, Stan Woch, Rick Veitch en Tom Mandrake. Gedeeltelijk geïnkt door Ron Randall en Alfredo Alcala. Hardcover (2011, 224 p.). ISBN 1401230180.
  - Swamp Thing: Earth to Earth (160 p.). ISBN 1563898047. Bevat 51-56 (2002). Artwork van Rick Veitch, Alfredo Alcala en Jon Totleben. Hardcover (2011, 168 p.). ISBN 1401230954.
  - Swamp Thing: Reunion (200 p.). ISBN 1563899752. Bevat 57-58, 60-61, 63-64 (2003). Artwork van Stephen Bissette, John Totleben, Rick Veitch en Thomas Yeates, geïnkt door Alfredo Alcala en John Totleben. Hardcover (2011, 208 p.). ISBN 1401232981.
- Watchmen (12 dln). DC, 1986-87. Artwork van Dave Gibbons. Gebundeld in 1987: paperback, 336 p. ISBN 0446386898. "Absolute Watchmen", 2005. Groot formaat hardback in slipcase, 464 p. ISBN 1401207138 (DC), 1845761684 (Titan). DC hardcover, 436 p. ISBN 1401219268.

### Image/Awesome Comics
- 1963 (6 dn). Berkeley: Image Comics, 1993. Artwork van Stephen R. Bissette, Jon Totleben, Rick Veitch en anderen. Nooit gebundeld.
- Fire From Heaven 1-2. Artwork van Ryan Benjamin, Chuck Gibson, Jim Lee, elk 26 p. Berkeley: Image, 1996.
- Glory, 0. Berkeley: Image/Awesome, 1999; 0, 1-2. Rantoul: Avatar, 2001. Deel 3 en 4 zijn nooit uitgebracht.
- Judgment Day. Checker Book Publishing, 2003. Paperback, 168 p. ISBN 0-9741664-5-6. Bevat 'Alpha', 'Omega', 'Final Judgement', 'Aftermath', de Awesome Holiday Special en een deel van het Sourcebook. Artwork van Rob Liefield, Gil Kane en anderen.
- The Maxx 21. Berkeley: Image, 1991. Artwork van Sam Kieth. Gebundeld in: The Maxx. Vol. 4. La Jolla: WildStorm, 2005. Paperback, 144 p. ISBN 1401206131.
- Mr. Monster’s Gal Friday...Kelly 3: 'It’s Kelly’s Boyfriend... Mr. Monster – Shopping'. Berkeley: Image, 2000. Artwork van Alan Smith en Pete Williamson.
- 'Shadowhawks of Legend': 'Shadows in the Sand'. Berkeley: Image, 1995. Paperback, 48 p. Geen ISBN. Artwork van Steve Leialoha, omslag van Peter Bollinger.
- Spawn:
  - Spawn 8: 'In Heaven (Everything is Fine)'. Berkeley: Image, 1993. Artwork van Todd McFarlane. Herdrukt in: Spawn Collection, vol. 1. Berkeley: Image, 2006. Paperback, p. ISBN 1582405638.
  - Spawn 32: 'Appearances'. Berkeley: Image, 1995. Artwork van Todd McFarlane en Greg Capullo. Prequel op Blood Feud. Herdrukt in onder andere Spawn Origins, vol. 5. Berkeley: Image, 2010. Paperback, 144 p. ISBN 978-1607062240.
  - Spawn: Blood Feud (4 dln). Berkeley: Image, 1995. Artwork van Tony Daniel, geïnkt door Kevin Conrad. Gebundeld: Londen: Titan, 1999. ISBN 1-84023-117-3.
  - Spawn 37: 'The Freak'. Berkeley: Image, 1995. Plot van Todd McFarlane, dialogen van Moore. Herdrukt in onder andere: Spawn Origins, vol. 2. Berkeley: Image, 2009. Paperback, 132 p. ISBN 978-1607060727.
- Supreme:
  - The Story of the Year. Awesome, 1996-98. Checker Book Publishing, 2003. Paperback, 332 p. ISBN 0-9710249-5-2. Bevat 41-52A & B. Artwork van Joe Bennett, Rick Veitch, Keith Giffen, Dan Jurgens, Stephen Platt, Chris Sprouse en anderen.
    - N.B. In 52A & B staan ook verhalen die niet gebundeld zijn.

  - The Return, Awesome Entertainment, 1999-2000. Checker Book Publishing, 2003. Paperback, 258 p. ISBN 0-9710249-6-0. Bevat 53-56, en The Return 1-6. Artwork van Chris Sprouse, Rick Veitch en anderen.
- Violator:
  - Violator: 'The World' (3 dln). Berkeley: Image, 1994. Artwork van Bart Sears (1-2) en Greg Capullo (3), geïnkt door Mark Pennington. Nooit gebundeld.
  - Violator vs. Badrock (4 dln). Berkeley: Image, 1994. Artwork van Brian Denham. Gebundeld als Violator vs. Badrock: Rocks & Hard Places. Berkeley: Image, 1998. Paperback, 112 p. ISBN 1-887279-11-3.
- Alan Moore: Wild Worlds. La Jolla: WildStorm, 2007. Paperback, 320 p. ISBN 1401213790. Londen: Titan, 2007. ISBN 1-84576-559-1. Omslag van Michael Golden. Bundel van:
  - 'Spawn/WildC.A.T.s' (4 dln). Berkeley: Image, 1996. Artwork van Scott Clark.
  - Majestic: 'The Big Chill' uit WildStorm Spotlight 1 (1997), eerder gebundeld in Mr. Majestic. New York: DC, 2002. Paperback, 176 p. ISBN 1-56389-659-1. Artwork van Carlos D'Anda, geïnkt door Richard Friend.
  - Voodoo: Dancing in the Dark (4 dn). La Jolla: WildStorm, 1999. Paperback, 104 p. ISBN 1-56389-533-1. Artwork van Michael Lopez en Al Rio.
  - Deathblow Byblows (3 dln). La Jolla: WildStorm, 1999-2000. Artwork van Jim Baikie.
  - WildC.A.T.S 50: 'Old Feelings'. La Jolla: WildStorm, 1992. Artwork van Ed Benes, Travis Charest, Jim Lee.
- WildC.A.T.s 21-34 en 50. Berkeley: Image, 1995-98. Artwork van Travis Charest, Kevin Maguire, Ryan Benjamin, Mat Broome en anderen. Gebundeld als:
  - WildC.A.T.s: Homecoming. Berkeley: Image, 1998. Paperback, 204 p. ISBN 1-58240-006-7. La Jolla: WildStorm, 1999. Paperback, 208 p. ISBN 1-56389-582-X. Bevat 21-27.
  - WildC.A.T.s: Gang War. La Jolla: WildStorm, 1999. Paperback, 176 p. ISBN 1-56389-560-9. Bevat 28-34.
  - Alan Moore's Complete WildC.A.T.s. La Jolla: WildStorm, 2007. Paperback, 392 p. ISBN 1401215459. Londen: Titan, 2007. ISBN 1-84576-617-2. Bevat 21-34 en 50.
- Youngblood. Awesome, 1997-98. Niet gebundeld, hoewel ere en paperback gepland was:
  - Awesome Holiday Special. Berkeley: Awesome, 1997. Artwork van Steve Skroce.
  - Youngblood 1-2. Berkeley: Awesome, 1998. Artwork van Steve Skroce.
  - Awesome Adventures 1: 'Dandy in the Underworld'. Awesome, 1999. Artwork van Steve Skroce.
  - Alan Moore's Awesome Universe Handbook. Awesome, 1999. Artwork van Alex Ross, Steve Skroce en Chris Sprouse.

### America's Best Comics
- Albion (6 dln). La Jolla: America's Best Comics, 2005. Plot van Alan Moore, scenario van Leah Moore en John Reppion, artwork John Reppion. Gebundeld: WildStorm, 2006. Paperback, 144 p. ISBN 1-4012-0994-7.
- America's Best Comics. La Jolla: ABC, 2004. Paperback, 192 p. ISBN 1-4012-0147-4. Bundel met America's Best Comics: 64 Page Giant, America's Best Comics Sketchbook en The Many Worlds of Tesla Strong.
- America's Best Comics: 64 page Giant. La Jolla: ABC, 2000. Paperback, 64 p. Geschreven door Alan Moore, Steve Moore en Rick Veitch, artwork van Eric Shanower, Zander Cannon, Chris Sprouse, Rick Veitch, Kevin O'Neill, Kevin Nowlan, Humberto Ramos, Kyle Baker, Sergio Aragonés, Al Gordon, omslag van Alex Ross.
- America's Best Comics Primer. La Jolla: WildStorm, 2008. Paperback, 168 p. ISBN 1401218571. Bevat eerste afleveringen van alle ABC strips van Alan Moore.
- The League of Extraordinary Gentlemen (1999-heden). Artwork van Kevin O'Neill:
  - Book One (6 dln). La Jolla: ABC, 1999-2000. Gebundeld: hardback, 176 p. (2000). ISBN 1563896656. Paperback, idem (2002), ISBN 1563898586. Absolute edition: WildStorm, 2003. Oversize hardcover in slipcase, 416 p. ISBN 1401200524.
  - Book Two (6 dln). La Jolla: ABC, 2002-2003. Gebundeld: hardback, 224 p. (2003), ISBN 1401201172. Paperback, 228 p. (2004). ISBN 1401201180. Absolute edition: WildStorm, 2005. Oversize hardcover in slipcase, 448 p. ISBN 1401206115.
  - Black Dossier. La Jolla: ABC, 2007 (gedateerd 2008). Gebundeld: hardback/paperback, 208 p. ISBN 978-1401217105 (hb), ISBN 978-1401203078 (pb). Absolute edition: WildStorm, 2008. Oversize hardcover in slipcase, 200 p. ISBN 978-1401207519.
  - Century:
    - Century 1910. Top Shelf en Knockabout, 2009. Paperback, 80 p. ISBN 978-1-60309-000-1.
    - Century 1969. Top Shelf en Knockabout, 2011. Paperback, 80 p. ISBN 978-1-60309-006-3.
- Promethea (32 dln). La Jolla: ABC, 1999-2005. Artwork van J.H. Williams III en anderen. Gebundeld in 5 paperbacks:
  - Volume 1. La Jolla: WildStorm, 2001. 160 p. ISBN 1563896672.
  - Volume 2. La Jolla: WildStorm, 2003. 176 p. ISBN 1563899574.
  - Volume 3. La Jolla: WildStorm, 2003. 160 p. ISBN 140120094X.
  - Volume 4. La Jolla: WildStorm, 2005. 192 p. ISBN 1401200311.
  - Volume 5. La Jolla: WildStorm, 2006. 200 p. ISBN 1401206204.
    - Absolute Promethea. WildStorm, 2009. Oversize hardcover in slipcase, 328 p. ISBN 978-1401223724. Bevat 1-12.
    - Absolute Promethea. WildStorm, 2010. Oversize hardcover in slipcase, 328 p. ISBN 978-1401228422. Bevat 13-24.
    - Absolute Promethea. DC, 2011. Oversize hardcover in slipcase, 328 p. ISBN 978-1401229474. Bevat 25-32.
- Terra Obscura. La Jolla: ABC, 2003-2005. Artwork van Peter Hogan en Yanick Paquette):
  - Volume 1 (6 dln). Gebundeld: paperback, 168 p. La Jolla: America's Best Comics, 2004. ISBN 1-4012-0286-1. Londen: Titan, ISBN 1-84023-860-7.
  - Volume 2 (6 dln). Gebundeld: paperback, 144 p. La Jolla: ABC, 2005. ISBN 1-4012-0622-0. Titan (idem), ISBN 1-84576-193-6.
- The Many Worlds of Tesla Strong, 68 p. La Jolla: ABC, 2003. Artwork van Arthur Adams, J. Scott Campbell, Claudio Castellini, Frank Cho, Jose Luis Garcia-López, Michael Golden, Adam Hughes, Phil Noto, Jason Pearson en Chris Sprouse. Herdrukt in America's Best Comics (2004).
- Tomorrow Stories. La Jolla: ABC, 1999-2002:
  - Book 1 (6 dln). Gebundeld: La Jolla: WildStorm, 2002. Hardback, 176 p. ISBN 1563896605. Paperback, idem (2003). ISBN 156389985X. Artwork van Jim Baikie, Hilary Barta, Melinda Gebbie, Kevin Nowlan, Rick Veitch.
  - Book 2 (6 dln). Gebundeld: La Jolla: WildStorm, 2004. Hardback, 160 p. ISBN 1401201652. Paperback, idem (2005). ISBN 1401201660. Artwork van Jim Baikie, Hilary Barta, Joyce Chin, Dame Darcy, Melinda Gebbie, Kevin Nowlan, Rick Veitch.
  - Tomorrow Stories Special 1. La Jolla: ABC, 2006. Comic, 64 p. Half geschreven door Alan Moore, half door Steve Moore. Artwork van Kevin Nowland, Hilary Barta, Rick Veitch, Melinda Gebbie, Cameron Steward, omslag van Kevin Nowlan.
  - Tomorrow Stories Special 2. La Jolla: ABC, 2006. Comic, 64 p. Helft geschreven door Alan Moore, rest door Steve Moore, artwork van Rick Veitch, Andrew Pepoy, Eric Shanower, JJim Baikie, Joyce Chin, Arthur Adams, omslag van Gene Ha.
- Tom Strong:
  - Tom Strong (36 dln). La Jolla: ABC, 1999-2006. Artwork van Chris Sprouse en anderen. Verzameld in 6 dln:
    - Book 1. WildStorm, 2000. Hardback, 160 p. ISBN 1563896540. Paperback (2001), 208 p. ISBN 1563896648. Bevat 1-7.
    - Book 2. WildStorm, 2002. Hardback, 192 p. ISBN 1563898748. Paperback (2003), 192 p. ISBN 1563898802. Bevat 8-14.
    - Book 3. WildStorm, 2004. Hardback, 144 p. ISBN 1401202829. Paperback (2005), 136 p. ISBN 1401202853. Bevat 15-19
    - Book 4. WildStorm, 2004. Hardback, 176 p. ISBN . Paperback (2005), 160 p. ISBN 1401205720. Bevat 20-25.
    - Book 5. WildStorm, 2005. Hardback, 136 p. ISBN . Paperback (2006), 136 p. ISBN 1401206255. Bevat 26-30.
    - Book 6. WildStorm, 2006. Hardback, 160 p. ISBN 978-1401211080. Paperback (2008), 160 p. ISBN 978-1401211097. Bevat 31-36.

  - De serie is ook uitgebracht in 2 'luxe edities':
    - Tom Strong: The Deluxe Edition. La Jolla: WildStorm, 2009. Oversize hardcover, 336 p. ISBN 978-1401225360. Bevat 1-12.
    - Tom Strong: Deluxe Edition Book 2. La Jolla: WildStorm, 2010. Oversize hardcover, 336 p. ISBN 1-4012-2680-9. Bevat 13-24.
    - Moore schreef de eerste 22 delen (de eerste 3 boeken en de helft van deel 4) en het slotdeel, de rest werd geschreven door onder anderen Ed Brubaker, Mark Schultz, Brian K. Vaughan en Steve Aylett.

  - Tom Strong's Terrific Tales (12 dln), 2002-2005. Gebundeld in 2 dln, elk met 1 verhaal van 8 p. van Moore:
    - Book 1. La Jolla: ABC, 2004. Hardback, 180 p. ISBN 1401200303. Paperback (2005), 180 p. ISBN 140120029X. Bevat 1-6. Artwork van Arthur 'Art' Adams, Sergio Aragonés, Jaime Hernandez, Jerry Ordway, Jason Pearson, Paul Rivoche, Alan Lee Weiss.
    - Book 2. La Jolla: ABC, 2005. Hardback, 160 p. ISBN 1401206158. Paperback (2011), ISBN 1401232655. Bevat 7-12. Artwork van Arthur 'Art' Adams, Peter Bagge, Michael Kaluta, Peter A. Kuper, Shawn McManus, Jason Pearson, Bruce Timm, Alan Lee Weiss, Chris Weston.
- Top 10 (12 dln), 1999-2001. Artwork van Gene Ha en Zander Cannon. Op omslag 'Top 10', op titelpagina 'Top Ten'. Gebundeld in 2 dln bij WildStorm:
  - Top 10. Bevat 1-7. La Jolla: ABC, 2000. Hardback, 208 p. ISBN 1563898764. Paperback (2001), 208 p. ISBN 1563896680.
  - Top 10: Book Two. Bevat 8-12. La Jolla: ABC, 2002. Hardback, 144 p. ISBN 1563898764. Paperback (2003), 144 p. ISBN 1563899663.
  - Top 10: The Forty-Niners. La Jolla: ABC, 2005. Hardback, 112 p. ISBN 1563897571. Paperback (2007), 112 p. ISBN 1401205739. prequel op Top 10.
  - Smax (5 dln). La Jolla: ABC, 2003. Artwork van Zander Cannon. Gebundeld: WildStorm, 2004. Hardback, 136 p. ISBN 1401203256. Paperback (2006), 136 p. ISBN 1-4012-0290-X.

### In eigen beheer en diverse andere uitgaven
- Act of Faith, in The Puma Blues 20 (1988). Tekeningen van Stephen R. Bissette en Michael Zulli.
- American Flagg!. Tekeningen Larry Stroman en Don Lomax. Back-ups in 21-27 (juni-december 1985).
- Alan Moore's Yuggoth Cultures and Other Growths (3 dln). Rantoul: Avatar, 2003. Gebundeld in 2006. Paperback, 312 p. ISBN 978-1592910267. Omslag Juan Jose Ryp, tekeningen van Bryan Talbot, Jacen Burrows, Oscar Zarate en diverse anderen. Limited edition hardcover (1.000 stuks)
- Big Numbers (2 dn). Northampton: Mad Love, 1990. Tekeningen van Bill Sienkiewicz. Onvoltooid magnum opus, er waren 12 dln gepland.
- Bob Wachsman Tummler in American Splendor 15 (mei 1990); herdrukt in The Extraordinary Works of Alan Moore. Scenario van Harvey Pekar, tekeningen van Moore.
- The Bowing Machine in RAW, Vol. 3, No. 3 (1991). Tekeningen van Mark Beyer.
- Cold Snap. in Food for Thought (april 1985), herdrukt in Slow Death 11, Ex-Directory, The Secret Files of Bryan Talbot en Alan Moore's Yuggoth Cultures and Other Growths. Tekeningen Bryan Talbot.
- Come on Down in Taboo 1 (1988). Tekeningen Bill Wray.
- Dr Omaha Presents Venus in fur: Candid chit-chats met cartoon Kit-Cats in Images of Omaha 2 (1992); herdrukt in The Extraordinary Works of Alan Moore. Tekeningen Melinda Gebbie.
- From Hell (11 dln). Mad Love/Tundra/Kitchen Sink Press, 1991-98. Gebundeld: Eddie Campbell Comics, 1999. Paperback, 572 p. ISBN 0-9585783-4-6.Tekeningen Eddie Campbell. Proloog in Cerebus 124, hoofdstuk 1-6 in Taboo 2-7 (1989-92). Herdrukken:
  - Knockabout, 2000. Paperback, 576 p. ISBN 0861661419.
  - Top Shelf, 2000. Paperback, 572 p. ISBN 0958578346.
  - Knockabout, 2007. Hardcover, 572 p. ISBN 978-0861661565.
- From Hell: The Compleat Scripts, 1994. Scenario van proloog en hoofdstuk 1-3.
- The Hasty Smear of My Smile... in Hate 30 (juni 1998). Tekeningen van Peter Bagge en Eric Reynolds.
- Heroes for Hope: Starring the X-Men, december 1985 (pp. 16–18). Tekeningen van Richard Corben.
- Hungry is the Heart in Meatcake 9. Fantagraphics, 1999; herdrukt in Alan Moore: Portrait of an Extraordinary Gentleman. Tekeningen van Dame Darcy.
- I Can Hear the Grass Grow in Heartbreak Hotel 3 (maart 1988), herdrukt in The Extraordinary Works of Alan Moore. Als Curt Vile.
- I Keep Coming Back. met Oscar Zarate, in It's Dark in London, 1996; herdrukt in Alan Moore's Yuggoth Cultures and Other Growths.
- In Pictopia in Anything Goes 2. Fantagraphics, 1986; herdrukt in The Extraordinary Works of Alan Moore. Tekeningen van Don Simpson.
- Itchy Peterson: Born Lucky I Guess in Nightmare Theatre 4 (oktober 1997); herdrukt in Alan Moore's Yuggoth Cultures and Other Growths. Tekeningen van Val Semeiks.
- Letter from Northampton in Heartbreak Hotel 1 (januari 1988); herdrukt in The Extraordinary Works of Alan Moore. Scenario en tekeningen van Moore.
- Leviticus in Outrageous Tales from the Old Testament (1997); herdrukt in Alan Moore's Yuggoth Cultures and Other Growths. Tekeningen van Hunt Emerson.
- 'Litvinov's Book' in Negative Burn 19, Caliber Press, 1995. Tekeningen van Richard Pace.
- Lost Girls 5-7 in Taboo (1991-92); 2 dln Tundra, (1995-96). Gebundeld: Atlanta: Top Shelf, 2006. Boxed set van 3 Hardcovers, 264 p. ISBN 978-1891830747. Hardcover (omnibus), 2009. 320 p. ISBN 978-1603090445. Tekeningen van Melinda Gebbie.
- Love doesn’t last forever in Epic Illustrated 34 (februari 1986); herdrukt in Heartburst and Other Pleasures, 2008. ISBN 0-9800-2060-3. Tekeningen van Rick Veitch.
- Lux Brevis in Kimota: The Miracleman Companion, 2001. Tekeningen van Rick Veitch.
- Lust in de bundel Seven Deadly Sins (1989); herdrukt in The Extraordinary Works of Alan Moore. Tekeningen van Mike Matthews.
- The Mirror of Love in AARGH! (1988); herdruk met andere illustraties: Top Shelf, 2004. Tekeningen Stephen R. Bissette en Rick Veitch.
- The Moon and Serpent Bumper Book of Magic. Atlanta: Top Shelf, 2013. Hardcover, 320 p. ISBN 978-1-60309-001-8. Met co-auteur Steve Moore en tekeningen van onder anderen Kevin O'Neill, Melinda Gebbie, John Coulthart, Rick Veitch en José Villarrubia.
- The Nativity on Ice in Kimota 3 (winter 1995); herdrukt in Alan Moore's Yuggoth Cultures and Other Growths. Als Curt Vile, tekeningen van Bryan Talbot.
- Neonomicon (4 dln). Rantoul: Avatar, 2010. Tekeningen van Jacen Burrows. Gelijknamige bundel (2011): hardcover, 176 p. ISBN 1592911315.
- The New European in Vampirella/Dracula: The Centennial (oktober 1997). Tekeningen van Gary Frank en Cam Smith.
- Outbreaks of Violets. MTV Europe Music Awards boekje, 1995. 24 ansichtkaarten getekend door diverse Europese stripmakers,[7] ontworpen door Rian Hughes.
- The Riddle of the Recalcitrant Refuse in Mr. Monster 3 (1985). Tekeningen van Michael T. Gilbert.
- The Spirit - The New Adventures (deel 1 & 3). Kitchen Sink, 1998; hardcover 2009, ISBN 1-5697-1732-X. Tekeningen van Dave Gibbons en Daniel Torres.
  - 'The Most Important Meal'
  - 'Force of Arms'
  - 'Gossip and Gertrude Granch'
  - 'Last Night I Dreamed of Doctor Cobra'
- Shadowplay: The Secret Team in Brought to Light, Eclipse, 31 p. 1989, ISBN 0-913035-67-X. Tekeningen Bill Sienkiewicz.
- A Small Killing. Victor Gollancz Ltd, 1991; Dark Horse, 1993; Rantoul: Avatar, 2003. Tekeningen van Oscar Zarate.
- Tapestries in Real War Stories 1 (juli 1987). Tekeningen Stephen R. Bissette, Stan Woch en John Totleben.
- Technical Vocabularies: Games for May. Somnium Press, 2004. Poëzie, limited edition, 101 gesigneerde en genummerde exemplaren. Tekeningen van Steve Moore.
- 'This is Information' in 9-11: Artists Respond, Volume 1. Minnesota: Dark Horse, 2002. Paperback, 168 p. ISBN 1563898810. Korte tekst met tekening van Melinda Gebbie.
- The Worm – 'The longest comic strip in the world'. Slab-O-Concrete Publications, 1999. Paperback, 64 p. ISBN 1-899866-37-X. Charitatief project voor The Cartoon Art Trust. Verhaallijn en scenario van Jamie Delano e.a., tekeningen van 'een melkweg aan meesters'.

## Korte verhalen en proza
- 'A Hypothetical Lizard' in Liavek: Wizard's Row (1987), The Year's Best Fantasy (1989), Demons and Dreams (1989); Words Without Pictures (1990).
- 'Alphabets of Desire'. Prent met verhaal van Moore, ontworpen en geletterd door Todd Klein, alleen verkrijgbaar via Kleins website.
- 'Belly of Cloud' in The Extraordinary Works of Alan Moore. Ongeproduceerd stripscenario.
- 'Brasso met Rosie' in Knockabout Trial Special (1984), herdrukt in Honk 2 (1987), tekeningen Peter Bagge.
- 'The Children's Hour' in Neil Gaiman en Stephen Jones (red.), Now We Are Sick. Dreamhaven Books, 1991). Hardback, 93 p. ISBN 0963094408.
- 'The Courtyard' in D.M. Mitchell (red), The Starry Wisdom: A Tribute to H. P. Lovecraft. Londen: Creation Oneiros, 1995. Paperback, 174 p. ISBN 1871592321. Herziene editie (2010), p. ISBN
- 'Fuseli's Disease' in Jeff VanderMeer en Mark Roberts (red.), The Thackery T. Lambshead Pocket Guide to Eccentric & Discredited Diseases. Night Shade Books, 2003. Hardcover, 320 p. ISBN 978-1892389541 (p. 89-91).
- 'The Gun' in Batman Annual. London Editions, 1985. Hardcover. Tekeningen van Garry Leach.
- 'Here Comes the Jetsons' in het tijdschrift Sounds (4 april 1981); tekeningen van Moore.
- 'I was Superman's Double' (1 p.) in Superman Annual. London Editions, 1985. Hardcover. Tekeningen van Bob Wakelin.
- 'Judge Dredd' in The Extraordinary Works of Alan Moore. Ongeproduceerd stripscenario.
- 'Light of Thy Countenance' in Nancy A. Collins en Edward E. Kramer (ed), Forbidden Acts. Londen: Avon, 1995. Paperback, 390 p. ISBN 0380779153.
- 'Mystery and Abomination' in Sounds (8 augustus 1981), tekeningen van Moore.
- Night Raven: 'The Cure' in Marvel Super-Heroes 390-391 (1982), tekeningen van Mick Austin en Paul Neary.
- Night Raven: 'White Hopes...' in Marvel Super-Heroes 392-393 (1983), tekeningen van Paul Neary.
- Night Raven: 'Sadie’s Story' in M.S.H. 394-395 (1983), tekeningen van Paul Neary.
- Night Raven: 'Anaesthetic' in The Daredevils 6 (1983), tekeningen van David Lloyd.
- Night Raven: 'Snow Queen' in The Daredevils 7-10 (1983), tekeningen van Alan Davis.
- 'Protected Species' (Superman verhaal) in The Superheroes Annual, 1984. Tekeningen van Bryan Talbot.
- 'Recognition' in Dust: A Creation Book Reader. Londen: Creation Books, 1996. Paperback, 160 p. ISBN 1871592445.
- 'Sawdust Memories' in het blad Knave (1984).
- 'Shrine of the Lizard' in Weird Window 2 (1971), herdrukt in The Extraordinary Works of Alan Moore.
- 'The Sinister Ducks' (2 p.) in Critters 23 (1988).
- 'Terror Couple Kill Telegram Sam In The Flat Field' in Sounds (14 februari 1982), tekeningen van Moore. De titel verwijst naar de band Bauhaus.
- 'To The Humfo' in Weird Window 1 (1970).
- 'Travel Guide for Agoraphobics' in Honk 4 (maart 1987), tekeningen van Eddie Campbell.
- 'Zaman's Hill' in Dust: A Creation Book Reader. Londen: Creation Books, 1996. Paperback, 160 p. ISBN 1871592445.

## Romans en geïllustreerde boeken
- Voice of the Fire, Victor Gollancz, 1996. Paperback, 320 p. ISBN 057505249X. Andere edities:
  - Phoenix, 1997. Pocket, 320 p. ISBN 0575400552.
  - Top Shelf, 2003. Hardback, 336 p. ISBN 978-1891830440. Stofomslag van Chip Kidd, inleiding van Neil Gaiman en 13 kleurenp. van José Villarrubia.
  - Top Shelf, 2009. Paperback, 304 p. ISBN 978-1603090353.
- The Mirror of Love. Top Shelf, 2003. Nieuwe versie van verhaal uit AARGH (Artists Against Rampant Government Homophobia). Inleiding van David Drake en 41 kleurenillustraties van José Villarrubia.
- 25,000 Years of Erotic Freedom. Abrams, 2009. Hardcover, 96 p. ISBN 978-0810948464. Geïllustreerde en uitgebreide versie van het essay in Arthur magazine.

## Non-fictie
Aan The Daredevils droeg Moore naast zijn werk aan 'Captain Britain' tekstuele Night Raven-verhalen, fanzinerecensies en lange artikelen bij (hij schreef bijvoorbeeld 24 van de 54 p. in deel 5). De non-fictie artikelen omvatten:
- 'The Importance of Being Frank' (The Daredevils 1-2, over Frank Miller, 1983)[8]
- 'Invisible Girls and Phantom Ladies' (The Daredevils 4-6, over seksisme in strips, 1983)
- 'O Superman: Music & comics' (The Daredevils 5, 1983)

Ander non-fictiewerk omvat:
- 'C.B.? – That's a Big Ten-Four!' in Dukes of Hazzard Annual 1983 (1982), ook getiteld: 'Bear's Monkey Business' in B.J. and the Bear Annual 1982 (1981). Artikel en illustraties.
- Scooby Doo Annual. World International Publishing, 1982. Gekartonneerd, 62 p. ISBN 0723566666. Special over spookhuizen.
- 'A Short History of Britain' in Marvel Superheroes 389 (1982).
- Alan Moore's Writing for Comics. Rantoul: Avatar, 2003. Paperback, 48 p. ISBN 978-1592910120. Eerder verschenen in Fantasy Advertiser 92-95, augustus 1985-februari 1986 en The Comics Journal 119-121, 1988).
- 'Comments on Crumb' in Blab 3, 1988.
- Comics Forum 4 (1993). Transcriptie van lezing over 1963, feminisme, pornografie en Image Comics.
- The Comics Journal 167 (1994). Hommage aan Jack Kirby.
- 'Correspondence: From Hell', Cerebus #217-220, 1997. Herdrukt in The Extraordinary Works of Alan Moore. Correspondentie van Moore en Dave Sim.
- 'Beyond our Ken', KAOS, No. 14, 2002. Recensie van Kenneth Grants Against the Light: A Nightside Narrative.
- Iain Sinclair (ed.), London: City of Disappearances. Hamish Hamilton, 2006. Hardcover/paperback, 352 p. 0241142997. ISBN 0241142997 (hc), ISBN 0141019484 (pb). Bevat 'Unearthing', een essay over Steve Moore, de wijk Sand Hill en de Brit-com scene in de jaren zestig en zeventig.[9]
- 'Bog Venus Versus Nazi Cock-Ring: Some Thoughts Concerning Pornography' (cached), Arthur Magazine, Vol. 1, No. 25 (november 2006).
- Dodgem Logic (Kitchen Sink Press, november 2009).[10]

## Inleidingen bij werk van anderen
- Eddie Campbell, Alec: Episodes from the Life of Alec MacGarrity. Escape, 1984. Comic, 34 p.
- John Coulthart H. P. Lovecraft's The Haunter of the Dark and Other Grotesque Visions. Londen: Creation Oneiros, 2006. Paperback, 130 p. ISBN 978-1902197234.
- Al Davison, The Spiral Cage. Active Images, 2003. Paperback, 144 p. ISBN 978-0974056715.
- Samuel Delany, Bread and Wine: An Erotic Tale of New York. Juno Books, 1985. Paperback, 80 p. ISBN 978-1890451028.
- Will Eisner, The Spirit Archives Volume 1. New York: DC Comics, 2000. Hardcover, 200 p. ISBN 978-1563896736.
- Phil Elliott, The Suttons.
- Warren Ellis en John Cassaday, Planetary Volume 1. La Jolla: WildStorm, 2000. Hardcover/paperback, 160 p. ISBN 978-1563897771 (hc), ISBN 978-1563896484 (pb).
- Hunt Emerson, The Big Book of Everything. Knockabout, 1983. Paperback, 96 p. ISBN 978-0861660100.
- Neil Gaiman en Dave McKean, Violent Cases. Tundra Publications, 1987. Paperback, 48 p. ISBN 2876871157.
- Michael T. Gilbert, Mr. Monster: His Book Of Forbidden Knowledge. Marlowe & Co, 1997. Hardcover, 144 p. ISBN 978-1569248256.
- Jaime Hernandez, Mechanics (aflevering 1). Fantagraphics Books, 1985. Comic, 36 p.
- Sam Kieth, Zero Girl. La Jolla: WildStorm, 2001. Paperback, 144 p. ISBN 1563898519.
- Mike Mignola, Hellboy: Wake the Devil. Minnesota: Dark Horse, 1997. Paperback, 144 p. ISBN 1-59307-095-0.
- Frank Miller, Batman: The Dark Knight Returns. New York: DC Comics, 1986. Paperback, 192 p. ISBN 978-0907610908.
- Harvey Pekar en Joseph Remnant, Cleveland. Top Shelf/Zip Comics, 2012. Hardcover, 128 p. ISBN 978-1-60309-091-9.
- Tim Pilcher, Erotic Comics 2: A Graphic History from the Liberated '70s to the Internet. Abrams ComicArts, 2009. Hardcover, 192 p. ISBN 978-0810972773.
- Lew Stringer, Brickman. Northwood: Harrier Comics, 1986. Heruitgegeven als Brickman Begins!. Los Angeles: Active Images, 2005. ISBN 978-0974056784.
- Bryan Talbot, The Adventures of Luther Arkwright. Minnesota: Dark Horse, 1999. Paperback, 216 p. ISBN 1569712557.
- Dave Thorpe, Doc Chaos: The Chernobyl Effect. Holigan Press, 1988. Paperback, 88 p. ISBN 186980208X.
- Rick Veitch, Greyshirt: Indigo Sunset. La Jolla: WildStorm, 2003. Paperback, 224 p. ISBN 1563899094.
- Rick Veitch, The One. West Townshend: King Hell Press, 2003. Paperback, 192 p. ISBN 0962486450.
- Matt Wagner, Grendel: Devil by the Deed. Comico, 1986. Paperback, 44 p. ISBN 0938965018. Andere edities:
  - Deluxe Edition. Graphitty Designs, 1986. Hardback, 44 p. ISBN 0936211024. Gelimiteerde oplage van 2.000 gesigneerde exemplaren.
  - 25th Anniversary Edition. Dark Horse, 2007. Hardback, 48 p. ISBN 159307736X.

## Audio
- The Sinister Ducks, March of the Sinister Ducks / Old Gangsters Never Die (single). Situation Two [SIT 25], 1983.
- V for Vendetta (ep). Glass Records, 1984. Bevat: 'This Vicious Cabaret', 'Incidental', en 'V’s Theme (Outro)', later ook uitgebracht op On Glass: The Singles en V For Vendetta.
- Hexentexts: A Creation Books Sampler (cd-rom). Codex Books, 1994. ISBN 1899598510. Bevat 'Hair of the Snake That Bit Me', ook uitgebracht op The Moon and Serpent Grand Egyptian Theatre of Marvels en Gothic Legends.
- David J, On Glass: The Singles (cd). Cleopatra [CLP 0210-2], 1998. Bevat: 'This Vicious Cabaret', 'Incidental', en 'V’s Theme (Outro)', alle uitgebracht op de V for Vendetta ep en cd.
- The Flash Girls, Maurice and I (cd). Fabulous Records [FCD 001], 1995. Bevat 'Me & Dorothy Parker' uit Alan Moore's Songbook.
- Alan Moore, David J en Tim Perkins, The Birth Caul: A Shamanism of Childhood (cd). Charm [CHARRMCD22], 1996.
- Alan Moore, David J en Tim Perkins, The Moon and Serpent Grand Egyptian Theatre of Marvels (cd). Cleopatra [CLEO 96882], 1996. In 2000 heruitgebracht als onderdeel van Gothic Legends. 2 tracks staan ook op andere releases: 'Hair of the Snake That Bit Me' op Hexentexts en 'The Enochian Angel of the 7th Aethyr' op Goth Box.
- David J / Alan Moore / Tim Perkins, Goth Box (cd). Cleopatra [CLP 9798-2], 1996. Bevat 'The Enochian Angel of the 7th Aethyr', eerder uitgebracht op The Moon and Serpent Grand Egyptian Theatre of Marvels, met hier alleen credits voor David J.
- Alan Moore en Gary Lloyd, Brought to Light (cd). Codex, 1998. ISBN 1899598561.
- David J / Alan Moore / Tim Perkins, Gothic Legends  (3 cd-box). Cleopatra [CLP 0741-2], 1999. Limited edition heruitgave in slipcase van onder andere The Moon and Serpent Grand Egyptian Theatre of Marvels.
- Alan Moore en Tim Perkins, The Highbury Working – A Beat Séance (cd). RE: [RE:PCD03], 2000.
- Alan Moore en Tim Perkins, Angel Passage (cd). RE: [RE:PCD04], 2000.
- Alan Moore en Tim Perkins, Snakes and Ladders (cd). RE: [RE:CD05], 2000.
- Tom Hall & Alan Moore, Rocking for Romania (cd). Builth Balkan Crew, 2005. Bevat 'Madame October' uit Alan Moore's Songbook, eerder uitgebracht op Tom Halls lp Watering the Spirits.
- David J, V for Vendetta (cd). Oakland: Plain Recordings [PLAIN 123], 2006. Bevat: 'This Vicious Cabaret', 'Incidental', en 'V’s Theme (Outro)', alle eerder uitgebracht op de V for Vendetta ep, plus vier nieuwe extra tracks.
- The Dirtbombs, We Have You Surrounded (cd). Los Angeles: In the Red Records [ITR 150], 2008. Bevat: 'Leopardman at C&A', uit Alan Moore's Songbook.
- Unearthing (3-cd box). Londen/New York: Lex Records [LEX090BOX], 2010.

## Bewerkingen van het werk van Moore

### Strips
- Alan Moore's Songbook. Wayne County: Caliber Comics, 1998. Gebonden, 64 p. ISBN 978-0941613651. Collectie bewerkingen van popsongs gepubliceerd in Negative Burn 10-14, 16-19, 25-26, 28, 35.
- Negative Burn 9 en 37. Twee niet in Alan Moore's Songbook opgenomen bewerkingen van popsongs.
- Alan Moore's The Courtyard (2 dln). Rantoul: Avatar, 2003. Hardcover set. ISBN 978-1592910175. Kort verhaal van Moore, stripbewerking van Antony Johnston met tekeningen van Jacen Burrows.
  - Alan Moore's The Courtyard Companion. Rantoul: Avatar, 2004. Paperback, 72 p. ISBN 978-1592910168. Antony Johnstons scenario voor Alan Moore's The Courtyard, met annotaties van N.G. Christakos, Moore's originele korte verhaal (waarvan het tweeluik een bewerking was), nieuwe pinups/tekeningen van Jacen Burrows en een nieuw essay van Antony Johnson.
  - Alan Moore's The Courtyard (Color Edition). Rantoul: Avatar, 2009. Paperback, 56 p. ISBN 978-1592910601. Gekleurde versie van de editie uit 2003.
- Alan Moore's Hypothetical Lizard (4 dln). Rantoul: Avatar, 2005. Bundel in 2007: Hardcover/paperback, 128 p. ISBN 978-1592910380. Novelle van Moore, stripbewerking van Antony Johnston (schrijver) en Lorenzo Lorente (tekenaar).
- Alan Moore's Magic Words Volume 1. Rantoul: Avatar, 2002. Paperback, 56 p. ISBN 978-0970678492. Hardcover, 2003. ISBN 978-1592910021. Teksten van popsongs, gedichten en andere geschriften van Moore, stripbewerkingen door diverse tekenaars, omslag Juan José Ryp.
- Another Suburban Romance (2003), Rantoul: Avatar, 2003. Hardcover/paperback, 64 p. ISBN 978-1592910076. Toneelstuk van Moore, stripbewerking Antony Johnston en Juan José Ryp.
- A Disease of Language. Knockabout, 2006. Hardcover, 160 p. ISBN 0861661532. Bevat The Birth Caul en Snakes and Ladders, plus interview uit Egomania Magazine. Eerder verschenen als:
  - The Birth Caul. Eddie Campbell Comics, 1999. Performance van Moore, stripbewerking Eddie Campbell.
  - Snakes and Ladders. Eddie Campbell Comics, 2001. Performance van Moore, stripbewerking Eddie Campbell.
- Light of Thy Countenance. Rantoul: Avatar, 2009. Hardcover/paperback, 48 p. ISBN 1592910637 (hc), ISBN 1592910629 (pb). Gedicht van Moore, stripbewerking Antony Johnston, tekeningen Felipe Massafera.[11]

### Films
- Ragnarok (vhs). Southend-on-Sea: Nutland Video, 1983. Brits, voornamelijk geanimeerd sf-avontuur, scenario van Moore, karakterdesign van Bryan Talbot.[12]
- Fashion Beast. Ongeproduceerd scenario uit 1988 van Moore voor Sex Pistolsmanager Malcolm McLaren.
- The Return of Swamp Thing, 1989. Regie Jim Wynorski. Gedeeltelijk geïnspireerd op Moores stripwerk.
- From Hell, 2001. Regie de Hughes Brothers.
- The League of Extraordinary Gentlemen, 2003. Regie Stephen Norrington.
- Constantine, 2005. Gebaseerd op het personage John Constantine uit Swamp Thing, bedacht door Moore met Steve Bissette, John Totleben en Rick Veitch.
- V For Vendetta, 2006. Bewerking van de Wachowski's; regie James McTeigue (Moore liet zijn naam weghalen; op de aftiteling staat 'Gebaseerd op de graphic novel geïllustreerd door David Lloyd').
- Watchmen, 2009. Bewerking van David Hayter en Alex Tse; regie Zack Snyder (Moore weigerde gecrediteerd te worden).

### Televisie
- De Justice League Unlimited aflevering 'For the Man Who Has Everything' is gebaseerd op Moores Superman Annual verhaal met dezelfde titel.

## Werken over Alan Moore
Er zijn talloze boeken, documentaires en academische studies die Moore en zijn oeuvre onderzoeken.

### Boeken
- Lance Parkin, Alan Moore: The Pocket Essential Guide. Harpenden: Pocket Essentials, 2001. Pocket, 95 p. ISBN 978-1903047705.
  - Herziene, vermeerderde editie: 2009. Pocket, 160 p. ISBN 978-1842432846.
- George Khoury, Kimota! The Miracleman Companion. Raleigh: TwoMorrows Publishing, 2001. Paperback, 148 p. ISBN 978-1893905115.
- Gary Spencer Millidge en Smoky Man, Alan Moore: Portrait of an Extraordinary Gentleman. Leigh-on-Sea: Abiogenesis, 2003. Paperback, 352 p. ISBN 978-0946790067.
- Gary Spencer Millidge, Alan Moore: Storyteller. Universe, 2011. Hardcover, 320 p. ISBN 978-0789322296. Met cd die 19 perfomances en songs bevat die niet elders beschikbaar zijn.
- George Khoury, The Extraordinary Works of Alan Moore. Raleigh: TwoMorrows Publishing, 2003. Paperback, 224 p. ISBN 978-1893905245.
  - Herziene, vermeerderde editie: The Extraordinary Works of Alan Moore - Indispensable Edition, 2009. Paperback, 240 p. ISBN 978-1605490090.
- Jess Nevins, Heroes & Monsters: The Unofficial Companion to the League of Extraordinary Gentlemen. Austin: MonkeyBrain, 2003. Paperback, 239 p. ISBN 193226504X. Londen: Titan, 2006. ISBN 1845763165.[13]
- Bill Baker, Alan Moore Spells It Out. Paperback, 80 p. Millford: Airwave Publishing, 2005. ISBN 978-0972480574.
- Jess Nevins, A Blazing World: The Unofficial Companion to the Second League of Extraordinary Gentlemen. Austin: MonkeyBrain, 2004. Paperback, 240 p. ISBN 1932265104. Londen: Titan, 2006. ISBN 1845763173.[14]
- Bill Baker, Alan Moore's Exit Interview. Airwave Publishing, 2007. ISBN 978-0972480598.
- Jess Nevins, Impossible Territories: An Unofficial Companion to the League of Extraordinary Gentlemen The Black Dossier. Austin: MonkeyBrain, 2008. Paperback, 304 p. ISBN 1932265244.[15]
- Annalisa Di Liddo, Alan Moore: Comics as Performance, Fiction as Scalpel. Jackson: University Press of Mississippi, 2009. Paperback, 212 p. ISBN 978-1-60473-213-9

### Documentaires
- The Mindscape of Alan Moore. Londen/Amsterdam: Shadowsnake Films, 2003. Regie: DeZ Vylenz. 78 minuten.